# Club Atlético Mitre
Il Club Atlético Mitre, o semplicemente Mitre, è una società polisportiva argentina con sede nella città di Santiago del Estero. La sezione calcistica milita nella Primera B Nacional, la seconda serie del calcio argentino.

## Storia
Il club venne fondato da Francisco Igounet insieme ad alcuni parenti il 2 aprile 1907. Il nome era un omaggio a Bartolomé Mitre, presidente argentino morto l'anno precedente.